# Longyangxiadam
De Chinese Longyangxiadam (traditioneel Chinees: 龍羊峽, hanyu pinyin: Lóngyángxiá) is een dam in de Gele Rivier. Het ligt in de provincie Qinghai in het westen van het land. De 178 meter hoge dam is gebouwd voor de beheersing van het water en voor de opwekking van elektriciteit.
Het waterpeil in de Gele Rivier varieert sterk. Bij veel neerslag is de kans op overstromingen groot en in droge tijden komt de rivier deels droog te staan. Met de bouw van diverse stuwdammen in de rivier is het waterniveau beter te beheersen.
Bij de dam staat een waterkrachtcentrale. Hier staan vier turbines opgesteld elk met een vermogen van 320 megawatt (MW). In totaal is het opgestelde vermogen 1280 MW en jaarlijks wordt ongeveer zes terawattuur (TWh) aan energie opgewekt. Het stuwmeer heeft een capaciteit van 24,7 miljard m³ en het water wordt ook gebruikt voor de irrigatie.
De bouw van de dam werd in 1976 gestart. Het heeft een lengte van 396 meter. Aan de top is de dam 18 meter breed en aan de basis 80 meter. Naast de waterinlaten voor de elektriciteitscentrale zijn er links en rechts ook twee overlaten van 12 meter breed om het teveel aan water snel en veilig af te voeren. 